# Friedenfels
Friedenfels – miejscowość i gmina w Niemczech, w kraju związkowym Bawaria, w rejencji Górny Palatynat, w regionie Oberpfalz-Nord, w powiecie Tirschenreuth. Leży w Steinwaldzie, około 16 km na zachód od Tirschenreuth.

## Dzielnice
W skład gminy wchodzą następujące dzielnice: Altenreuth, Bärnhöhe, Bobenwart, Frauenreuth, Friedenfels, Haferdeckmühle, Köhlerlohe, Oed, Schönfuß, Trettmanns, Unterneumühle, Voitenthan.

## Współpraca
Miejscowość partnerska:
- Raggal, Austria

## Zabytki i atrakcje

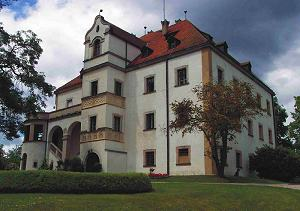
Zamek Friedenfels

- zamek Friedenfels